# Лотиков, Иван Васильевич
Иван Васильевич Лотиков (1890—1940) — советский государственный и партийный деятель. Член РСДРП с 1917 года.

## Биография
Родился в Моршанском уезде Тамбовской губернии. Окончил в Моршанске приходскую школу и 6 классов реального училища.
В 1906—1910 гг. репетитор, счетовод в канцелярии акционерного общества (Ростов-на-Дону). В 1915—1917 участник Первой мировой войны: рядовой, унтер-офицер, командир отделения стрелковой дивизии. Получил тяжёлую контузию, после которой лечился в лазарете и в психиатрических больницах. Был переведён в запасной батальон, из которого дезертировал.
В 1917—1918 гг. красногвардеец, секретарь больничных касс угольных копей Бельгийского АО (гг. Славяносербск, Луганск). В 1919—1920 годах председатель Моршанского уездного комитета РКП(б). Участвовал в боях Гражданской войны под г. Царицын.
В 1920—1925 гг. на ответственной партийной работе в Тамбове (в 1920—1922 — секретарь Тамбовского губернского комитета РКП(б)) и Курске.
Со 2 февраля 1925 по апрель 1926 г. — ответственный секретарь Акмолинского губкома (Казахстан). 5 мая 1926 г. откомандирован в распоряжение ЦК согласно заявлению.
В 1926—1927 гг. — в ЦК Компартии Узбекистана. С 1927 г. на партийной, советской, профсоюзной работе в Сибири. В 1929 г. зав. орготделом Кузнецкого окружкома. С 20 октября 1929 года ответственный секретарь Кузнецкого райкома ВКП(б) (Кузнецкстрой). С 1933 зам. председателя Сталинского горсовета. В 1935 начальник Жилкомхоза Кузнецкого комбината. В 1937 г. секретарь парткома шахты им. Кирова Анжерского района.
Умер в 1940 г. в Крыму.